# Transaminacja
Transaminacja – reakcja chemiczna przeniesienia grupy aminowej z aminokwasu na jeden z 3 ketokwasów, w wyniku czego powstaje nowy aminokwas i nowy ketokwas. Proces ten katalizowany jest przez transaminazy (aminotransferazy).
Ketokwasy te, to:
- pirogronian,
- szczawiooctan,
- α-ketoglutaran.

Reakcje te zachodzą według wzoru:
1. α-aminokwas + pirogronian → α-ketokwas + alanina (katalizator: (AlAT) aminotransferaza alaninowa)
2. α-aminokwas + szczawiooctan → α-ketokwas + asparaginian (katalizator: (AspAT) aminotransferaza asparaginowa)
3. α-aminokwas + α-ketoglutaran → α-ketokwas + glutaminian (katalizator: aminotransferaza glutaminianowa)